# Walter M-332
Walter M-332 (Minor Sc) byly invertní řadové vzduchem chlazené letecké motory, vyvinuté konstrukčním oddělením pod vedením Ing. Bohuslava Šimůnka v národním podniku Motorlet, Závod Jana Švermy v Praze – Jinonicích. Tento československý motor byl v Jinonicích vyráběn v letech 1956–1964, potom jeho výroba byla převedena do Automobilových závodů Jiřího Dimitrova, kde byl vyráběn jako Avia M-332.

Československý 4válcový řadový motor Walter M-332 vystavený v Polském leteckém muzeu v Krakově (pohled na kompresor)

## Vznik a užití M-332
V době, kdy se schopnosti motorů Walter Minor 4 považovaly již za vyčerpané, navrhl ing. Šimůnek jejich inovativní modernizaci. Vedle potřebné rekonstrukce a modernizace samotného motoru uplatnil v konstrukci vypínatelný kompresor a především nízkotlaké vstřikování paliva do sacího potrubí před vstupem do válců. V roce 1956 se dostal na zkušebnu nový motor M-322 (původně označovaný pro export jako Walter Minor 4-III-Sc, popř. Minor Sc) a na podzim 1956 byl již instalován do draku letadla L–40 Meta Sokol z Orličanu Choceň. Tento motor svým vzletovým výkonem 103 kW/140 k při 2700 ot/min a jmenovitým výkonem 84 kW/115 k při 2250 ot/min znamenal výraznou pomoc pro konstrukci československých letadel lehké kategorie, např. Aero Ae–145. Během homologačních zkoušek byl naměřen startovací výkon 151,8 k a 121,2 k v nominálním režimu. Typový výkon byl tedy stanoven s velkou rezervou.
Oproti Minoru 4–III měl vyšší výkon o 22 kW/30 k, přičemž hmotnost byla jen o 2 kg vyšší. To ve svém důsledku znamenalo, že měrná hmotnost motoru se snížila o 30%, výkon přitom vzrostl o 33% a spotřeba paliva při cestovním výkonu poklesla u země o 10% a v optimální výšce o 15%.
Oficiálně byl motor vyvinut detašovaným pracovištěm Výzkumného a zkušebního leteckého ústavu (FOJA Radlice).

## Popis motoru
Jednalo se o invertní řadový čtyřválcový motor s přeplňováním, s vypínatelným kompresorem, pro pevnou nebo stavitelnou vrtuli, elektrickým spouštěčem a nízkotlakou vstřikovací soustavou. Ventilové rozvody řízeny vačkovým hřídelem. Motor byl osazen celokovovou vrtulí Avia V-410. Tyto čtyřválce byly používány v jednomotorovém letadle L–40 Meta Sokol, nebo v dvoumotorovém Ae–145.  Stejný motor (resp. Avia M–332) byl použit na dalších letounech jako Carlson Criquet, Fry Esprit VFII a Rolandas Kalinauskas RK-5 Ruth a na vírníku Kharkiv KhaI–24.
Mimo náhrady karburátorů nízkotlakou vstřikovací soustavou byla za významnou změnu jmenován nový rozvod OHC s vačkovým hřídelem na hlavách válců k přímému ovládání šikmo uložených ventilů a instalace vypínatelného kompresoru v kombinaci s elektrickým startérem. Vstřikovací čerpadlo dopravovalo potřebné množství paliva k tryskám, které je rozprašovaly v prostoru před sacími ventily (MPI, Multi Point Injection). Tento systém vstřikování byl chráněn československým patentem č. 80021, Vstřikovací palivové čerpadlo (1951) a nový el. spouštěč patentem č. 89934, Elektrický spouštěč motoru (1958).
Kliková skříň se skládala z vlastní klikové skříně, horního víka a předního víka.  Všechny uvedené díly byly odlity z Mg slitiny (elektronu). Víka byla připevněna  ke skříni závrtnými šrouby s maticemi, s použitím těsnění. Vlastní kliková skříň byla opatřena dvojitými příčnými stěnami, ve kterých byla uložena ložiska klikového hřídele. V zadní části skříně je prostor pro pohony přístrojů a svislého hřídele. Na zadní straně je příruba pro kompresor nebo spouštěč, příruba pro čerpadlo a pro regulátor vrtule. Vzadu na spodní straně jsou příruby pro magneta a pro sběrač oleje.
Čtyřikrát zalomená kliková hřídel byla vykována z ušlechtilé nitridační oceli a byla uložena v pěti kluzných ložiscích, vylitých olovnatou bronzí. Na kluzné plochy pánví byla nanesena tenká vrstva olova. Ojniční a hlavní čepy klikového hřídele byly nitridovány. Hlavní a ojniční čepy byly duté a sloužily společně s kanálky v ramenech klik k rozvádění mazacího oleje do hlavních ložisek ojnic. Přední konec klikového hřídele byl kuželový, s drážkou pro pero a se závitem pro matici k upevnění příruby vrtule.
Ojnice s dříkem o průřezu H z hliníkové slitiny byly kovány v zápustce a povrch byl pouze vyleštěn bez předchozího opracování. I písty byly vykovány z hliníkové slitiny. Každý píst měl dva těsnicí kroužky, stírací kroužek byl dvojitý, nožový. Povrch pístu pod třetí drážkou byl grafitován. Na ocelové válce s nitridovanou pracovní plochou byly nasazeny hlavy a byly připevněny ke skříni čtyřmi dlouhými šrouby. Hlavy s hustě žebrovaným povrchem byly odlity z Al-slitiny. Šikmo uložené ventily ze žárupevné oceli, z nichž výfukový byl plněn k lepšímu převodu tepla sodíkem, uzavíraly sací a výfukové kanály, které ústily do půlkruhového prostoru.
Pro tvoření palivové směsi byl motor opatřen vstřikovacím čerpadlem paliva s automatickou výškovou korekcí bohatosti směsi (s rostoucí výškou letadla byla palivová směs automaticky ochuzována). Čerpadlo bylo připevněno na přírubu skříňky pohonu rozvodu a bylo pohaněno ozubcem od vačkového hřídele. Vstřikovací čerpadlo nasávalo vlastním palivovým čerpadlem palivo z nádrže. Motory řady M 332 byly opatřeny odstředivým kompresorem, který byl napojen sací rourou na sací potrubí. Kompresor byl připevněn na přírubu na zadní straně klikové skříně. Byl poháněn ozubenou spojkou od zadního konce klikového hřídele přes tlumicí spojku a dal se zapnout nebo vypnout pákou na skříni kompresoru, ovládanou táhlem z pilotní kabiny a to jak za chodu motoru tak i při jeho zastavení.
Převážná většina dílů čtyřválcového motoru M-332 byla společná se šestiválcovým motorem Walter M-337.
Motorů M-332 (1958–1964) bylo sériově vyrobeno 1192 ks. Celkem bylo vyrobeno v Jinonicích v typových řadách Minor 4 a M-332 4441 těchto čtyřválcových motorů.

## Další vývoj po roce 1964
Po roce 1964, co se firma Walter soustředila pouze na vývoj a výrobu proudových (M701) a turbovrtulových motorů (M601, M602), byla výroba pístových motorů včetně konstrukční skupiny ing. B. Šimůnka převedena do společnosti Avia v Praze 9 – Letňanech (tehdy Automobilové závody n.p.), která motory M-322 vyráběla pod názvem Avia M-332. Ale ani v tomto podniku výroba nevydržela, po téměř 30 letech je výroba opět přemístěna. Proces delimitace do LOM Praha s.p. byl ukončen v roce 1992. Od tohoto roku se LOM PRAHA s.p. stal hlavním projektantem invertních pístových motorů s výhledem pokračovat ve vývoji a sériové výrobě motorů a náhradních dílů. V druhé polovině r. 1992 byla zahájena výroba čtyřválcového motoru typu M332A. Po té následovaly i další modifikace včetně nové verze M132 pro akrobacii pro pevnou nebo stavitelnou vrtuli. Dále byly vyvinuty verze M332B a M332C se zvýšeným výkonem. LOM Praha s.p. tyto motory zavedené do výroby v roce 1934 vyrábí – po zmíněných modifikacích – i v 21. století po téměř 90 letech od jejich vzniku.

## Specifikace M-322

### Hlavní technické údaje
- Typ: vzduchem chlazený, pístový, invertní, letadlový řadový čtyřválec[2][3][8]
- Vrtání válce: 105 mm
- Zdvih pístu: 115 mm
- Celková plocha pístů: 346,4 cm²
- Zdvihový objem motoru: 3 983 cm³
- Celková délka se startérem: 1 102 mm
- Šířka: 425 mm
- Výška: 628 mm
- Hmotnost suchého motoru (tj. bez provozních náplní): 102 kg +/- 2%

### Součásti
- Ventilový rozvod: jeden sací a jeden výfukový ventil na válec, rozvod OHC
- Zapalování: 2 magnety Scintilla Vertex s automatickým předstihem (později LUN 2225)
- Příprava palivové směsi: nízkotlaké vstřikování paliva do sacího potrubí před vstupem do válců
- Požadavek na paliva: letecký benzín min. 72 oktanů nebo automobilový benzín dle specifikací výrobce motoru (např. BL 78 dle ČSN 65 6510)
- Spotřeba paliva: 205 g·h−1·k−1 / 278 g·h−1·kW−1
- Mazací soustava: suchá kliková skříň, čerpadlo zubové dvojité – tlakové a odsávací
- Spotřeba oleje: 1–5 g·h−1·k−1 / 1,34–6,7 g·h−1·kW−1
- Chladicí soustava: chlazení vzduchem
- Směr otáčení vrtule: vlevo při pohledu zezadu
- Převod na vrtuli: 1:1

### Výkony
- Nominální, jmenovitý výkon: 115 k (84 kW) při 2500 ot/min
- Maximální (vzletový) výkon: 140 k (103 kW) při 2700 ot/min
- Kompresní poměr: 6,3:1
- Poměr nom. výkon/objem: 28,9 k/l (21,1 kW/l)
- Poměr max. výkonu k hmotnosti (specifická hmotnost): 1,37 k/kg (1,0 kW/kg)
- Poměr hmotnosti k max. výkonu (specifická výkonnost): 0,73 kg/k (1,1 kg/kW)

## Použití M-332
- Aero Ae-145
- Aero Ae-50
- Let L-200 Morava
- Orličan L-40 Meta Sokol
- Z-35 Heli-Trenér